# Iubatinga
Iubatinga (mais conhecido como Ouro Branco) é um distrito do município brasileiro de Caiabu, no interior do estado de São Paulo.

## História

### Formação administrativa
- Decreto nº 19.387 de 28/04/1950 - Cria a 2.ª subdelegacia de polícia na localidade conhecida por Ouro Branco, no distrito de Caiabu, município de Regente Feijó[3].
- Distrito criado pela Lei n° 2.456 de 30/12/1953, com sede no povoado de Ouro Branco e com território desmembrado do distrito de Caiabu[4][5].

### Pedidos de emancipação
O distrito tentou a emancipação político-administrativa e ser elevado à município, através de processo que deu entrada na Assembléia Legislativa do Estado de São Paulo no ano de 1958, mas como não atendia os requisitos necessários exigidos por lei para tal finalidade, o processo foi arquivado. Em 1998  entrou com outro pedido de emancipação, mas o processo encontra-se com a tramitação suspensa.

## Geografia

### Demografia

#### População urbana
| Crescimento população urbana | Crescimento população urbana | Crescimento população urbana | Crescimento população urbana |
| Censo                        | Pop.                         |                              | %±                           |
| ---------------------------- | ---------------------------- | ---------------------------- | ---------------------------- |
| 1960                         | 535                          |                              | —                            |
| 1970                         | 445                          |                              | −16,8%                       |
| 1980                         | 372                          |                              | −16,4%                       |
| 1991                         | 680                          |                              | 82,8%                        |
| 2000                         | 759                          |                              | 11,6%                        |
| 2010                         | 727                          |                              | −4,2%                        |
| Fonte: IBGE e Fundação SEADE |                              |                              |                              |

#### População total
Pelo Censo 2010 (IBGE) a população total do distrito era de 785 habitantes.

### Área territorial
A área territorial do distrito é de 47,097 km².

### Rodovias
O principal acesso ao distrito é a estrada vicinal Caiabu-Mariápolis.

## Serviços públicos

### Registro civil
Atualmente é feito na sede do município, pois o Cartório de Registro Civil das Pessoas Naturais do distrito foi extinto pelo  Tribunal de Justiça do Estado de São Paulo e seu acervo foi recolhido ao cartório do distrito sede. Os primeiros registros dos eventos vitais realizados neste cartório são:
- Nascimento: 22/10/1956
- Casamento: 22/11/1956
- Óbito: 01/11/1956

### Educação
- EMEIF "Nelson Cirilo de Souza"[15]

### Saneamento
O serviço de abastecimento de água é feito pela Companhia de Saneamento Básico do Estado de São Paulo (SABESP).

### Energia
A responsável pelo abastecimento de energia elétrica é a Energisa Sul-Sudeste, antiga Caiuá (distribuidora do grupo Rede Energia).

## Religião
O Cristianismo se faz presente no distrito da seguinte forma:

### Igreja Católica
- A igreja faz parte da Diocese de Presidente Prudente[21].

### Igrejas Evangélicas
- Assembleia de Deus - O distrito possui uma congregação da Assembleia de Deus Ministério do Belém, vinculada ao Campo de Presidente Prudente[22][23]. Por essa igreja, através de um início simples, mas sob a benção de Deus, a mensagem pentecostal chegou ao Brasil. Esta mensagem originada nos céus alcançou milhares de pessoas em todo o país, fazendo da Assembleia de Deus a maior igreja evangélica do Brasil[24].
- Congregação Cristã no Brasil[25].